# Magpul FMG-9
El Magpul FMG-9 es un prototipo para una nueva generación de subfusiles plegables, diseñado por Magpul Industries en 2008, inspirado en el también subfusil plegable soviético PP-90. Al igual que otros subfusiles plegables, puede ser empleado para porte oculto y camuflarse como cualquier objeto, desde un pequeño paquete hasta una batería de laptop adicional. Está hecho de un polímero ligero en lugar de metal, por lo que es muy ligero y sencillo de transportar. Además es lo suficientemente pequeño como para caber en el bolsillo trasero de cualquier pantalón. Mide 26,2 cm de largo cuando está plegado y 50,3 cm al desplegarse. Fue desarrollado para su potencial empleo por agentes de protección personal, tales como Servicio Secreto de los Estados Unidos. Aún es un prototipo y se desconoce si fue fabricado en grandes cantidades para agencias policiales. El prototipo emplea el mecanismo de disparo de una pistola Glock 17 de 9 mm. Con algunas modificaciones, el FMG-9 también puede emplear el mecanismo de una pistola-ametralladora Glock 18 para los posesores de Licencia Tipo 3 (Estados Unidos) o agencias policiales.

## Armas similares
- Ares FMG - un subfusil plegable de 9 mm diseñado por Francis Warin en la compañía de Eugene Stoner a mediados de la década de 1980.
- UC-M21 - un subfusil plegable de 9 mm diseñado por Dave Boatman a finales de la década de 1980, que fue utilizado en la película Robocop 2.
- PP-90 - subfusil plegable ruso de 9,2 mm diseñado por KBP a mediados de la década de 1990.
- Goblin - un prototipo ucraniano basado en el PP-90.

## Airsoft
En 2010, la división PTS (Professional Training and Simulation; Entrenamiento Profesional y Simulación, en inglés) de Magpul Industries en cooperación con KWA Performance Industries lanzó el FPG (Folding Pocket Gun; Arma Plegable de Bolsillo, en inglés). El FPG es casi idéntico al prototipo FMG-9, pero tiene el mecanismo de disparo de una pistola-ametralladora de airsoft KWA M18c. El FPG dispara perdigones de 6 mm y tiene un cargador con capacidad de 48 perdigones.